# Rivceakî, Konotop
Rivceakî (în ucraineană Рівчаки) este un sat în comuna Popivka din raionul Konotop, regiunea Sumî, Ucraina.

## Demografie
Componența lingvistică a localității Rivceakî
     Ucraineană (100%)
Conform recensământului din 2001, toată populația localității Rivceakî era vorbitoare de ucraineană (100%).